# Rohn Lawrence
Rohn Lawrence (gelegentlich auch Ron Lawrence, * um 1960 in New Haven (Connecticut); † 30. Dezember 2021) war ein US-amerikanischer Jazzmusiker (Gitarre, auch Gesang), stilistisch im Smooth Jazz beheimatet.

## Leben und Wirken
Lawrence wuchs in den 1960er und 1970er Jahren in West Haven auf. Obwohl seine Eltern keine Musik gespielt haben, interessierte er sich früh für Genres wie Jazz, Klassik oder Blues; eine Plastik-Mickey-Mouse-Gitarre war sein erstes Instrument im Alter von zweieinhalb Jahren. Er begann vor seinem neunten Lebensjahr mit dem Gitarrenbau, bekam mit elf seine erste Stratocaster und wechselte innerhalb weniger Jahre ausschließlich auf die E-Gitarre. Lawrence hat sich dann einen Ruf als Musiker in lokalen Funkbands erworben und wurde zu einem beliebten Gitarristen für viele Musiker der Region. So trat er regelmäßig mit dem Saxophonisten Marion Meadows und schließlich auch mit namhaften Künstlern wie Najee, Freddie Jackson, Dianne Reeves, George Duke, Alex Bugñon und Jonathan Butler auf.
Musikalisch Autodidakt arbeitete Lawrence mehrere Jahrzehnte als professioneller Musiker auf Bühnen und in Studios, u. a. als Background-Musiker für Alben und Tourneen anderer Künstler wie Lonnie Liston Smith, Norman Connors, Will Downing, Boney James und Andrew „Bread“ Sherman. Lawrence legte neben einer EP für Atlantic Records 1994 zwei Alben unter seinem eigenen Namen vor, Hangin’ on a String (1994) und See Ya Around (1998). Paula Edelstein verlieh seinem zweiten Album See Ya Around (1998) in AllMusic vier Sterne und schrieb, Stücke wie It's All in You und Home for My Heart würden sein außergewöhnliches Gitarrenspiel zum Gedenken an George Benson demonstrieren; er verfüge über einen vollendeten künstlerischen Ausdruck. Außerdem tourte er auch außerhalb der Vereinigten Staaten in Japan, Europa und auf den Jungferninseln, wo Lawrence eine Zeit lang lebte.
Lawrence starb unerwartet am Jahresende 2021. Im Bereich des Jazz war er laut Tom Lord zwischen 1988 und 2008 an 16 Aufnahmesessions beteiligt.